# Metro Omsk

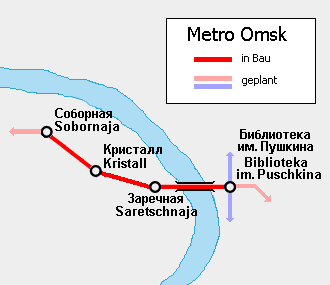
Schematische Darstellung des Metronetzes

Die Metro Omsk (russisch Омский метрополитен; Transkription Omski metropoliten) war ein seit 1992 im Bau befindliches U-Bahn-Netz der Omsker Nahverkehrsbetriebe in der russischen Stadt Omsk. Aufgrund von immer wieder auftretenden Finanzierungslücken und Verzögerungen wurde das Projekt im Mai 2018 formal ausgesetzt.

## Geschichte

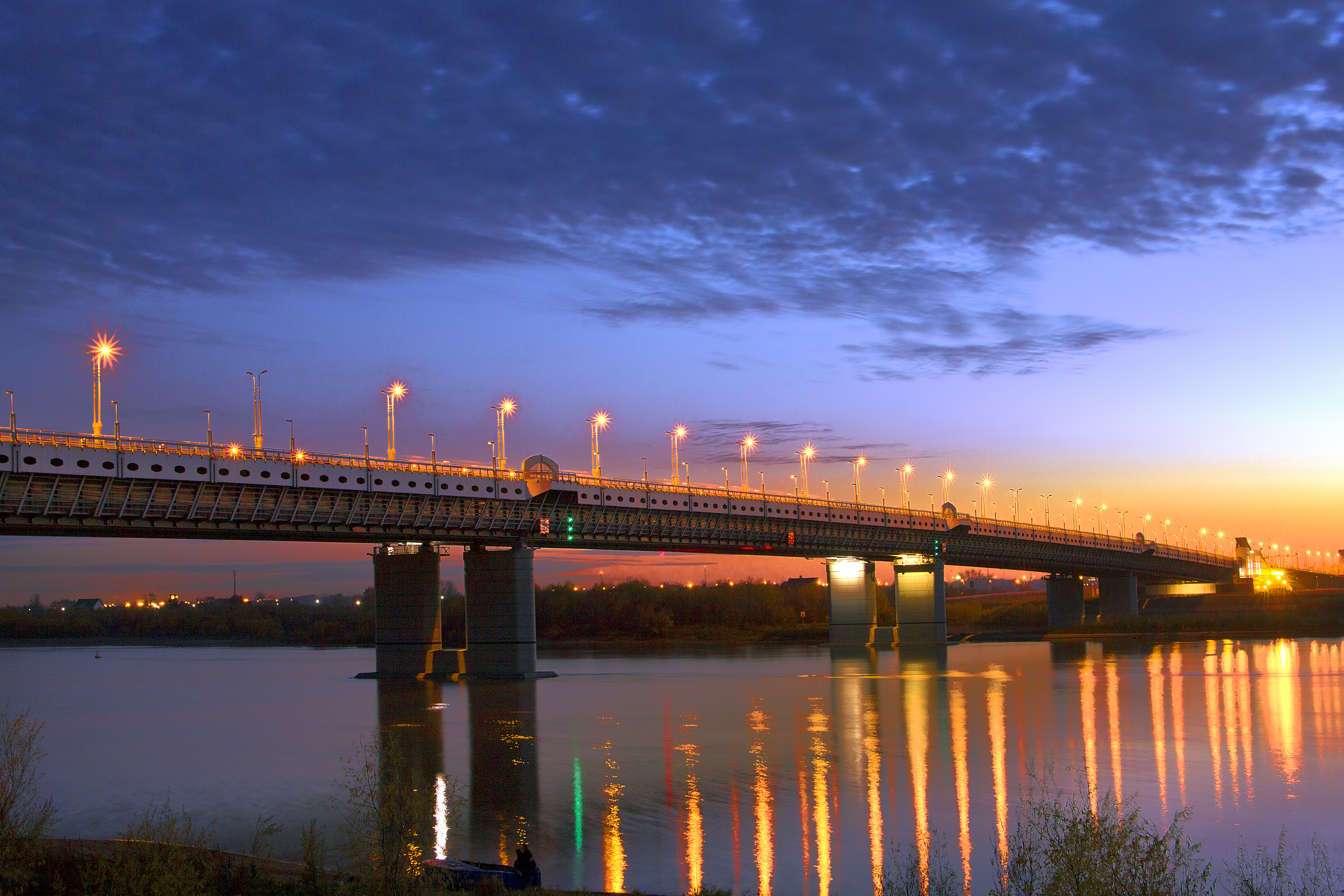
Metrobrücke über den Irtysch

Im Jahre 1992 wurde im Südosten der sibirischen Millionenstadt mit dem Bau der Metro begonnen. Zuerst war geplant, die Fabriken in diesem Stadtteil mit dem Zentrum zu verbinden. Die Linienführung wurde zwischenzeitlich auf eine Verbindung vom Zentrum und den Wohnsiedlungen im Nordwesten abgeändert. Die bereits erbrachten Bauleistungen am südlichen Linienteil wurden 2004 konserviert, um nicht zu verfallen und langfristig fertiggestellt werden zu können.
Die fehlende Finanzierung verzögerte die Fertigstellung der ersten Linie immer wieder. Neben Tunneln und Teilen des Schienennetzes sind lediglich die zweistöckige Metrobrücke über den Irtysch und die erste Station Alexander-Puschkin-Bibliothek (Eröffnung 2011) fertiggestellt. Die Haltestelle wird seitdem als Fußgängerunterführung genutzt. Letzter geplanter Eröffnungstermin der ersten Linie war das Jahr 2016 zum 300-jährigen Bestehen der Stadt Omsk. Die Arbeiten wurden jedoch nicht abgeschlossen, das Projekt wurde 2018 aufgegeben. Die bisher erbrachten Bauleistungen werden aktuell (Stand 2020) nur noch konserviert. In der Zwischenzeit vorgestellte alternative Projekte favorisieren den Bau einer Straßenbahn, welche die U-Bahnvorleistungen (z. B. die Metrobrücke über den Irtysch) nutzen könnte. Jedoch kommen auch diese Planungen nicht voran.
Die geplanten Stationen der ersten Linie waren:
- Biblioteka imeni Puschkina (Библиотека имени Пушкина)
- Saretschnaja (Заречная)
- Kristall (Кристалл)
- Sobornaja (Соборная)

Langfristig sollte das Omsker Metronetz aus vier Linien bestehen.